# Manuel González-Añón Carou
Manuel González-Añon Carou (A Serra de Outes, 7 de novembre de 1968) és un exfutbolista gallec, que jugava com a porter.

## Trajectòria
Va començar en modestos equips de la seua terra, com l'Orillamar, el Sada o el Bergantiños. Quan militava a l'Endesa As Pontes de 2aB, l'entrenador del Rayo Vallecano, en David Vidal. el va fitxar per ser el suplent del nigerià Wilfred. En la campanya 93/94, Carou debuta en primera divisió, tot jugant fins a 6 partits.
La temporada 94/95 deixa el Rayo i marxa al Reial Valladolid, on és suplent de José Luis González i de César Sánchez. Només apareix en una ocasió eixa campanya.
Davant de la manca d'oportunitats, el gallec baixa un parell de categories per jugar a les files del Carabanchel madrileny. Però, la seua carrera va donar un gir sobtat en marxar a l'MLS nord-americana. Va militar a les files del MetroStars i del Long Island Rough Riders.
A finals de la dècada dels 90 fitxa pel GD Chaves portugués. A l'equip lus hi va romandre quatre campanyes jugant amb certa regularitat. Es va retirar el 2006 després de formar part de l'Atlético Arteixo, en la seua Galícia natal.